# Juan Pablo Forero
Juan Pablo Forero Carreño (* 3. August 1983 in Tabio, Cundinamarca) ist ein ehemaliger kolumbianischer Radrennfahrer.

## Sportliche Laufbahn
2002 gewann Juan Pablo Forero bei den Zentralamerika- und Karibikspielen mit Carlos Alzate, Iván Casas und Andrés Rodríguez Gold in der Mannschaftsverfolgung. Im Jahr darauf gewann der kolumbianische Vierer (mit Alexander González, José Serpa und Alzate) die Mannschaftsverfolgung beim Lauf des Bahnrad-Weltcups in Aguascalientes.
2004 sowie 2006 entschied Forero Etappen der Vuelta a Colombia für sich. 2005 wurde er kolumbianischer U23-Meister im Straßenrennen und 2007 mit Alzate, Jairo Pérez und Arles Castro Panamerikameister in der Mannschaftsverfolgung. 2012 gewann er eine weitere Etappe der  Vuelta a Colombia. 2013 fuhr er seine letzten Rennen mit Vertrag bei Colombia Coldeportes, blieb aber bis 2016 aktiv.

## Erfolge

### Straße
2004
- zwei Etappen Vuelta a Colombia

2005
- Kolumbianischer Meister – Straßenrennen (U23)

2006
- drei Etappen Vuelta a Colombia

2012
- eine Etappe Vuelta a Colombia

### Bahn
2002
- Zentralamerika- und Karibikspielesieger – Mannschaftsverfolgung (mit Carlos Alzate, Iván Casas und Andrés Rodríguez)

2003
- Weltcup – Mannschaftsverfolgung (mit Alexander González, José Serpa und Carlos Alzate)

2007
- Panamerikameister – Mannschaftsverfolgung (mit Carlos Alzate, Jairo Pérez  und Arles Castro)

## Teams
- 2007 Colombia es Pasión
- 2008 Colombia es Pasión
- 2009 Colombia es Pasión Coldeportes
- 2010 Café de Colombia-Colombia es Pasión
- 2011 Colombia es Pasión-Café de Colombia
- 2012 Colombia-Coldeportes
- 2013 Colombia Coldeportes